# Paratanytarsus tredecemarticulum
Paratanytarsus tredecemarticulum är en tvåvingeart som först beskrevs av Tokunaga 1938.  Paratanytarsus tredecemarticulum ingår i släktet Paratanytarsus och familjen fjädermyggor. Inga underarter finns listade i Catalogue of Life.